# Ракитне (Калінінградська область)
Ракитне (рос. Ракитное) — селище Зеленоградського району, Калінінградської області Росії. Входить до складу Красноторовського сільського поселення.
Населення — 29 осіб (2015 рік).

## Населення
| 2002 | 2010 |
| ---- | ---- |
| 30   | ↘29  |